# باغ سالاری
باغ سالاری یکی از باغ‌های تاریخی استان فارس واقع در شهر شیراز بوده‌است که توسط حبیب‌الله‌خان، فرزند رضاخان قوام‌الملک بنا شده‌است و چون لقب وی سالارالسلطان بوده بدین نام اشتهار یافته‌است.
این باغ که هم‌اکنون پابرجا و در حال بازسازی است در جنوب شرقی شیراز، در ضلع شمالی بولوار سیبویه قرار دارد.
در دوران قاجار، در میانه این باغ عمارت چهارفصلی در دوطبقه رو به جنوب ساخته شد.